# Причини за Първата световна война
Причините за избухването на Първата световна война са от комплексен тип, не могат да бъдат систематизирани еднозначно и остават предмет на спорове. Войната започва на Балканите в края на юли 1914 и приключва през ноември 1918 г. с цената на 17 милиона убити и 20 милиона ранени, което я нарежда сред най-смъртоносните конфликти в човешката история.
При описанието на причините се използват дългосрочен и краткосрочен подход. Дългосрочният анализ търси обяснение на конфликта с политически, териториални и икономически причини, сложна мрежа от алианси и съюзи, прояви на милитаризъм, империализъм, национализъм и политическият вакуум, създаден от разпадането на Османската империя. Други фактори са неразрешените териториални спорове и нарушеният баланс на силите в Европа, вътрешнополитически проблеми в отделните страни, надпреварата във въоръжаването и военното планиране.
Краткосрочният анализ се фокусира върху конкретния момент. Непосредствените причини се свързват с действията и решенията на държавниците и генералите по време на юлската криза от 1914 г., разразила се след Сараевския атентант на 28 юни 1914 г. срещу австрийския престолонаследник Франц Фердинанд и неговата съпруга Софи Хохенберг. Техният убиец Гаврило Принцип е сърбин и националист, член на организация, подкрепяна от Кралство Сърбия. Кризата ескалира, след като освен Австро-Унгария и Сърбия в конфликта се включват Русия, Германия, Франция и накрая Белгия и Великобритания. Допълнителни фактори, предшестващи войната са произволната интерпретация на предполагаеми намерения (например Германия вярва, че Великобритания ще запази неутралитет), фаталистичното схващане, че войната е неизбежна и други. Кризата се развива с голяма скорост и се усложнява допълнително от забавяния и неразбирателство при дипломатическите комуникации.
Тя е предшествана от серия от дипломатически сблъсъци и напрежение между Великите сили (Франция, Великобритания, Германия, Италия, Австро-Унгария и Русия) по европейски и колониални въпроси в десетилетията преди 1914, които на свой ред могат да се проследят в промените на баланса на силите след 1867.
Историците не могат да постигнат консенсус за причините за войната, тъй като изтъкват различни ключови фактори и поставят различни акценти. Този разнобой се усложнява допълнително от промяната на историческите аргументи с времето (исторически ревизионизъм), особено поради наличието на засекретени архивни документи, както и поради преобладаващия дух на времето (цайтгайст). Най-дълбокото разделение между историците е по въпроса дали ключови са действията на Германия и Австро-Унгария, или кръгът на основните действащи лица е по-широк. Друг спорен въпрос е дали Германия целенасочено е планирала европейска война или войната е била непланирана, но предизвикана основно от Германия и Австро-Унгария с рисковани действия, или ролята на всички или някои от другите участници (Русия, Франция, Сърбия и Великобритания) е много по-голяма, отколкото е прието да се мисли.

## Предистория
След Виенския конгрес за поддържане на международния ред в Европа се грижи Свещеният съюз (Руската империя, Австрийската империя и Кралство Прусия). В последните десетилетия на 19 век обаче равновесието е нарушено от поредица от войни и от създаването на Германската империя (1871), която бързо започва да изпитва нужда от собствени колонии за развитие на търговията и създава голям морски търговски и военен флот. В този си стремеж Германия си съперничи с Британската империя, която дотогава притежава най-много колонии и най-големия флот. Великобритания премества фокуса на съперничество от отслабената вече Франция към Германия, която бързо увеличава своя индустриален и военен потенциал. Изправена пред опасност, Германия създава Тройния съюз заедно с Австро-Унгария и Италия. Франция, застрашена от Германия, намира съюзник в лицето на Руската империя и двете подписват Сърдечното съглашение. Към тях през 1907 г. се присъединява и Великобритания, като така се образува Тройното съглашение.
Политическото противопоставяне в Европа се подгрява от следващи една след друга дипломатически кризи в района на Средиземноморието (Първа мароканска криза, Втора мароканска криза, Итало-турска война) и на Балканите (Босненска криза и Балкански войни). Макар че нито една от великите сили не разглежда войната като неизбежна, всички те стават все по-склонни да я имат предвид. Към 1914 г. Австро-Унгария се чувства обкръжена и заплашена в Югоизточна Европа (след Балканските войни Сърбия печели много територии и представлява пречка за Австро-Унгария за излаз на Егейско море), а Германия се чувства заплашена в рамките на цяла Европа. Така регионалните конфликти и общоевропейското напрежение се проявяват едновременно и си взаимодействат.

## Икономически причини
Като първопораждаща причина се изтъква засиленото противопоставяне на т.нар. „млади“ държави на „старите“ в борбата за пазари и неравномерното развитие, в Европа и в световен мащаб: Германската империя и Кралство Италия започват да се конкурират с Великобритания и Франция с техните колонии. Русия също бележи значим икономически ръст спрямо старите колониални икономики. Притежаването на колонии по това време означава не само контрол над източниците на суровини и гарантирани пазари, но и правото да се смяташ за велика и уважавана държава.
Германия бързо започва да изпреварва Великобритания по производство на въглища, желязо и стомана, като между 1895 и 1913 г. германското промишлено производство скача със 150%, производството на метали с 300%, а на въглища – с 200%. Към 1913 г. германската икономика генерира и консумира с 20% повече електроенергия, отколкото Великобритания, Франция и Италия, взети заедно. Германците са пионери в технологичната революция, основана на използването на електричеството, петролните продукти и индустриалната химия. Освен това германското и италианското стопанства се развиват интензивно в сравнение с колониалните метрополни стопанства на Англия и Франция.
След възкачването на кайзер Вилхелм ІІ в Германия се ражда идеята за обширно икономическо пространство в Централна Европа (Mitteleuropa) под германска егида. При управлението на канцлера Бетман-Холвег е изработена „Септемврийска икономическа програма“ (1914), чиято цел е да образува обща европейска територия, експлоатирана от Германия, която би ѝ дала възможност да конкурира икономически Великобритания, САЩ и Япония. Тя би се основавала на митнически съюз на централноевропейски държави-марионетки, който да изолира Великобритания и Русия. Жорж-Анри Суту казва в книгата си „Злато и кръв: икономическите цели на Първата световна война“ (1989):
| „ | В най-широк смисъл, през 1913 Mitteleuropa е свързана само с 50% от германския износ и 30% от германския внос. Една реорганизация на икономиката въз основа на строга автаркия вероятно би позволила на Германия да открие на континента онези пласментни пазари, които би загубила, ако прекъсне търговските си връзки с Великобритания. При всички случаи обаче Германия не би могла да намери в Централна Европа редица жизненоважни за икономиката стоки като памук, петрол и т.н. | “ |

Много немски чиновници, икономисти и индустриалци съзнават колко илюзорни са плановете за установяване на автаркия, както и че страната им има жизнена необходимост от достъп до неевропейски пазари.
Икономическа предпоставка за избухването на войната е и германо-британското съперничество. Почти през целия 19 век Великобритания е най-силната държава икономически и финансово. Към края на века обаче позициите ѝ в световната търговия отслабват, макар и да е на върха на могъществото си. Най-голямата опасност идва от Германия: в навечерието на войната Германия реализира 76% от своя износ в Европа, а „старата“ Англия едва 38%. От друга страна, точно тогава между тези две европейски сили няма директни конфликтни точки – Германия се бори за европейско първенство, а Британската империя със своите презморски колонии е типичната таласократия. Великобритания е особено чувствителна към Балканите, Мала Азия и Ориента, където е застрашена властта ѝ над Египет и перлата в короната – Индия. Специфично предизвикателство в тази насока е строителството на багдадската железница, финансирано с германски капитали.

## Вътрешнополитически фактори
Вътрешнополитическите фактори изпъкват преди всичко в Германия, която е страната с най-бърза индустриализация и най-бързо оформящи се социални конфликти. Нараства влиянието на градската работническа класа, която противостои на индустриалците и на аграрните слоеве – земевладелците юнкери от Източна Германия. Обръщането на вниманието навън изглежда добър начин да се осигури вътрешен мир и кайзер Вилхелм е един от привържениците на тази идея. През 1912 г. Социалдемократическата партия (SPD) печели доста места в Райхстага. Правителството същевременно е доминирано от юнкерите и се опасява от левите партии. Според Фриц Фишер то нарочно е търсило външен конфликт, който да обедини нацията. Подобни изказвания са цитирани и от други.
Австро-Унгария също е раздирана от вътрешни борби, а сръбската заплаха за единството на империята изглежда толкова голяма, че във Виена все повече се налага убеждението, че тя може да се премахне само с унищожаването на Сърбия.
Най-сериозни вътрешни проблеми има Русия. Докато германските социалисти се придържат към рамките на закона, а националистическите екстремисти в Австро-Унгария са относително редки, руските владетели водят вътрешна война от десетилетия. За да се тушира националното недоволство след Руско-японската война царят неохотно се съгласява да свика парламент и да даде известни граждански права. Създадената политическа система обаче е не особено стабилна и през 1912 г. страната е скована от стачна вълна.

## Надпревара във въоръжаването
В резултат на индустриализацията военните технологии претърпяват голяма трансформация. В мореплаването се въвежда парната тяга, а корабните корпуси от дървени стават метални. Развитието на железопътния транспорт позволява бързото транспортиране на многобройни армии и въоръжение. На второ място се променя огневата мощ: в края на 19 век барутът е заменен от силно експлозивни химикали, а на мястото на мускетите идват затворни нарезни винтовки, с които се постига по-голяма далекобойност, честота на огъня и точност. Бойните флотове екипират корабите с модерни уреди за наблюдение и със скорострелни оръдия със силно експлозивни снаряди. Така за първи път в началото на 20 век сраженията могат да се водят в открито море и на голяма дистанция от противника. Подобна революция засяга и сухопътните въоръжения – тежката картечница увеличава многократно (до 600 куршума в минута) честота на стрелбата. В края на 19 век армиите въвеждат на въоръжение скорострелното полево оръдие с хидравлично бутало, способно да изстрелва до 20 снаряда в минута, което е ефикасно както в отбрана, така и в нападение.
В началото на 20 век водеща в строежа на кораби е Великобритания, която първа въвежда кораби от нов тип дреднаут, притежаващи броня, голям брой оръдия с голям калибър и бързина. Германия също се стреми да разшири военния си флот и да настигне англичаните. Райхстагът приема последователно няколко закона за флота, в които се предвижда построяването на дреднаути. Тогавашният английски първи морски лорд Фишър е убеден, че Германия строи дори повече кораби, отколкото съобщава, защото закупува повече материали, отколкото публикуваните ѝ планове биха изисквали. През 1912 г. Германия притежава 12 дреднаута срещу 22 на Великобритания.
Въоръжените сили стават по-многобройни и започват да се формират на принципа на наборни армии с модерна щабна система, с възможност за бърза мобилизация чрез железопътния транспорт и по-добро командване и контрол на военните операции чрез организацията на военните части и използването на телеграфа. Доказалият се модел на военна организация, дело на пруския генерален щаб, който предполага създаването на елитен офицерски корпус, се копира в различна степен от другите страни. Офицерите преминават на ротационен принцип през генералния щаб, където изучават военна история и участват в симулации, маневри, изработването на тактически доктрини и създаването на военни планове. Самото планиране изисква информация за потенциала на врага и събирането на разузнавателни данни става рутинна практика. Подготвените стратегически планове се основават на убеждението, че използването им е напълно допустимо, в случай че политиката на сдържане се провали.
Всички страни модернизират армиите и въоръженията си. Например Русия предприема широкомащабно превъоръжаване и военна реформа, които се планира да приключат около 1916 – 1917 г.
Европа все повече се възприема като единен театър на военни действия – например, известният германски план Шлифен е съставен в отговор на френско-руския съюз, насочен срещу Германия. Затова, при започване на война в Европа, притиснатата между тези две враждебни държави Германия следва да нанесе първо удар на запад към френските отбранителни съоръжения (като заобиколи през Белгия, въпреки обявения белгийски неутралитет) и след очакваната убедителна победа да насочи войските си срещу Русия.

## Геополитически фактори
Според френския политолог Филип Моро-Дефарж в началото на 20 век всяка европейска нация започва да смята, че съществуването ѝ е поставено под въпрос. Това може да се обясни с широко разпространения социален дарвинизъм, който разглежда международното съперничество като логично продължение на борбата за оцеляване. Така пространството започва да се разглежда като най-важния елемент на националната сигурност.
Наред с това се появяват обединителни интернационални тенденции около една или друга велика държава под формата на пангерманизъм, панславизъм (немците – около Германия, славяните – около Русия) и др. Европа става и арена на иредентистки движения, претендиращи за обединение на етноси в еднородно пространство за сметка на исторически установени разнородни образувания (например Австро-Унгария).
Създадените големи съюзни блокове са нещо ново в европейската политика и за известно време успяват да наложат политика на сдържане, като в периода 1905 – 1914 двата съюза се приближават към военен паритет, но надпреварата във въоръжаването става все по-интензивна.

## Съперничеството по страни

### Британска империя
- Не може да прости на Германия подкрепата за бурите в Англо-бурската война (1899 – 1902).
- Не възнамерява да допусне германска експанзия в райони, които счита за свои сфери на влияние: Източна и Югозападна Африка.
- Води с Германия неявна икономическа и търговска война.
- Извършва активни военноморски приготовления в случай на агресия от страна на Германия.
- Заради потенциалната немска заплаха се отказва от традиционната си политика на блестяща изолация и преминава към образуване на анти-германски блок от държави.

### Франция
- Стреми се към реванш за поражението, нанесено ѝ от Германия във Френско-пруската война от 1870 г.
- Иска да си възвърне Елзас-Лотарингия.
- Търпи загуби на традиционните си пазари поради конкуренцията на немските стоки.
- Опасява се от нова германска агресия.
- Желае на всяка цена да запази колониите си, в частност Северна Африка.

### Руска империя
В навечерието на Първата световна война Русия е отслабена от революцията от 1905 г.
- Държи да запази статута си на велика европейска държава, в частност по отношение на Германия, с помощта на ускорена, макар и закъсняла, индустриализация.
- Иска да се утвърди като най-могъщата азиатска държава чрез придобиване на контрол над Централна Азия и усвояване природните богатства на Сибир.
- Претендира за свободно преминаване на нейната флота в Средиземно море и свободен достъп до южните и западни морета, настоява за отслабване или преразглеждане на контрола над пролива Дарданели.
- Разглежда строителството на багдадската железница (1898) като враждебен акт от страна на Германия. При това твърди, че то е в разрез с правата ѝ в Азия според англо-руското съглашение от 1907 година за разпределение на сферите на влияние в района (тези разногласия с Германия обаче са урегулирани с Потсдамското съглашение през 1911 г.).
- Противодейства на германската хегемония в Европа и на австрийското проникване на Балканите.
- Иска да оглави панслависткото движение, обединявайки и подкрепяйки всички европейски славяни, защитавайки ги от посегателства и да удовлетвори своите политическо-религиозни амбиции; поддържа на Балканите анти-австрийски и анти-турски настроения у сърби и българи.

### Сърбия
- Новообразуваната държава (пълна независимост от 1878 г.) се стреми да се утвърди като лидер на славянските народи на Балканите.
- Планира да образува Югославия, като включи в нея всички славяни от южната част на Австро-Унгария.
- Неофициално подкрепя националистическите организации, борещи се против Австро-Унгария и Турция.

### България
- Стреми се да се утвърди като лидер на славянските народи на Балканите (в противовес на Сърбия).
- Стреми се да си възвърне териториите, загубени след Междусъюзническата война (1913), а също така да получи територии, за които претендира след приключването на Балканската война.
- Желае да отмъсти на Сърбия и Гърция за унизителното поражение през 1913 г.

### Полша
- Поляците се стремят към независимост и обединение на полските земи след няколко подялби на Полша.

### Германска империя
- Стреми се към политическо и икономическо господство на европейския континент.
- Включва се в борбата за колонии едва след 1871 г., претендира за равни права в колониалните владения на Британската империя, Франция, Белгия, Нидерландия и Португалия. Проявява особена активност за излаз на пазари.
- Квалифицира Антантата като съглашение, насочено срещу Германия.
- Желае да придобие нови територии.

### Австро-Унгария
- Многонационална империя, която поради междунационалните противоречия е постоянен център на нестабилност в Европа.
- Стреми се да удържи анексираните от нея през 1908 г. Босна и Херцеговина (вж. Босненска криза).
- Противодейства на Русия, самообявила се за защитник на всички славяни на Балканите, и на Сърбия, претендираща за обединител на южните славяни.

### Османска империя
- Стреми се да си върне териториите, загубени след Балканските войни.
- Стреми се да запази единството на нацията в условията на фактически разпаднала се държавност, което може да стане при риск от външна заплаха.
- В Близкия изток се сблъскват интересите на практически всички държави, които искат да си разпределят владенията на Османската империя.